# دانشگاه ایلینوی شیکاگو
دانشگاه ایلینوی شیکاگو (به انگلیسی: University of Illinois Chicago) (مخفف انگلیسی: UIC) یک دانشگاه تحقیقاتی دولتی در شهر شیکاگو واقع در ایالت ایلینوی آمریکا است که در سال ۱۹۸۲ میلادی بنیان‌نهاده شده‌است. 
ادرین اسمیت و راجر ایبرت از دانش‌آموختگان معروف این دانشگاه می‌باشند.

## نگارخانه

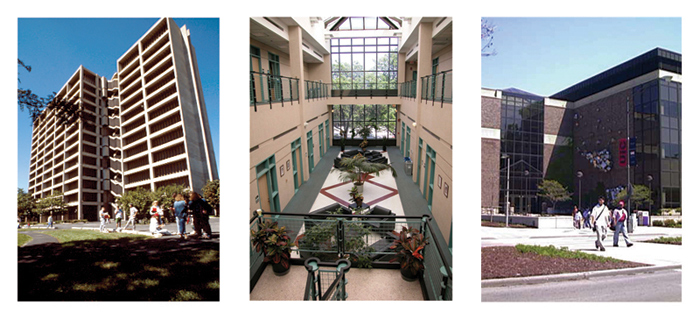
تصویری از پردیس دانشگاه ایلینوی شیکاگو که در مرکز شهر شیکاگو قرار دارد